# 671 Carnegia
671 Carnegia
671 Carnegia là một tiểu hành tinh ở vành đai chính. Nó được Johann Palisa phát hiện ngày 21.9.1908 ở Viên, và được đặt theo tên Viện Carnegie ở Washington, DC, do Andrew Carnegie sáng lập